# BeardMeatsFood
Adam Moran né le 8 juillet 1985 à Leeds, mieux connu sous le nom de BeardMeatsFood,, est le premier mangeur compétitif,, et youtubeur britannique.

## Carrière
Moran est un ancien banquier, et vit à Leeds. Il est entraîneur personnel qualifié et affirme que combiner l'alimentation compétitive et deux heures de musculation quotidiennement a amélioré son indice de graisse corporelle sur cinq ans. Il a réalisé son premier défi alimentaire, en 2014-2015  la suite d'un régime qui lui a permis d'atteindre un indice de masse grasse de 8%. Il lancé sa chaîne YouTube en 2015, et a commencé à concourir professionnellement en 2017. En 2016, il a été engagé comme testeur de nourriture par le propriétaire d’une chaîne de restaurants à l’américaine dans le Yorkshire, qui a souscrit une assurance de 1 million de livres sur son estomac et son sens du goût.
Il a participé au concours Nathan Hot Dog Eating (en) en 2019, qu'il a terminé à la 10e place.

## Format
Sur la chaîne YouTube de Moran, il se rend généralement au Royaume-Uni, aux États-Unis ou au Canada pour visiter des restaurants ou autres établissements qui proposent des défis alimentaires (en) pour tenter de réaliser ces défis. Il discute fréquemment avec d'autres clients et avec le personnel, souvent en s’excusant régulièrement pour ses manières à table. Il dispose d'une deuxième caméra, dite "TABLE CAM", tournée vers lui-même pour enregistrer les réactions souvent choquées. Dans le montage final, il fournit également une piste de commentaires sarcastiques en voix off, qui commence parfois par une exclamation excitéeen charabia qui est vaguement censée ressembler à "Let’s get it!" : il a déclaré que c’est une "façon absurde mais énergique d’annoncer le début du commentaire". Il a admis son aversion pour les champignons, bien que ce ne l'empêche pas de réaliser ses défis; il n’apprécie pas particulièrement la nourriture épicée. Il demande souvent Diet Coke avec ses repas, car il affirme que la carbonatation de la boisson gazeuse aide à éliminer une partie de l’air piégé de l’estomac, et le goût sucré permet de briser la monotonie de la saveur salée. Malgré l’ampleur des défis, il commande souvent un dessert après avoir terminé.

## Outres médias

### Podcast
Moran anime le balado « Breaking Bread » avec Josh Gudgeon. Ce balado est également disponible sur YouTube en format vidéo.

### Parodie de Noël en simple
À partir de 2020, Moran a sorti une chanson tous les mois de décembre, dans laquelle les paroles d’une chanson pop-punk sont réécrites avec un thème culinaire. Tous les bénéfices des ventes de téléchargements et des redevances de streaming sont reversés à la Stroke Association, une cause qui lui est proche depuis la mort de son père. Un clip vidéo est réalisé pour chacune de ces chansons, produit par son ami et co-animateur du Breaking Bread Podcast, Josh Gudgeon, qui est également apparu dans des vidéos sur la chaîne YouTube Beard Meats Food.
Le 18 décembre 2020, Moran a rejoint la course pour le numéro un de Noël. Le single "Garlic Bread (I Think I’m In Love)" était une version parodique du succès indépendant de Mystery Jets en 2008 "Two Doors Down".
L’année suivante, le 17 décembre 2021, il sort le deuxième single "I Want Chicken Wings." La chanson est une parodie de "I’d Do Anything" du groupe pop-punk canadien Simple Plan.
Le 16 décembre 2022, le troisième single de Moran "I Got Cheesecake" est sorti. Celui-ci mettait en vedette Adam jouant un duo avec sa sœur Jenna, qui apparaît parfois dans ses vidéos comme "Sister Beard", parodiant la chanson du groupe anglais Creeper "Ghosts Over Calvary."
En 2023, Moran a expliqué qu’il voulait arrêter de faire ces chansons, mais la popularité de "I Got Cheesecake" et le montant d’argent qu’il a généré pour la charité l’a contraint à le faire à nouveau, et, le 15 décembre, il a publié "Grab the Mince Pies," son point de vue sur la chanson du groupe britannique My Awesome Compilation "Sirens."